# Teyssieu
Teyssieu ist eine französische Gemeinde mit 163 Einwohnern (Stand: 1. Januar 2022) im Département Lot in der Region Okzitanien. Sie gehört zum Arrondissement Figeac und zum Kanton Cère et Ségala.

## Lage
Teyssieu liegt in den südwestlichen Ausläufern des Zentralmassivs. Das Gemeindegebiet wird im Süden vom Fluss Mamoul durchquert. 
Nachbargemeinden sind Laval-de-Cère im Norden, Sousceyrac-en-Quercy im Osten, Cornac im Süden und Estal im Westen.

## Bevölkerungsentwicklung
| Jahr      | 1962 | 1968 | 1975 | 1982 | 1990 | 1999 | 2006 | 2015 |
| --------- | ---- | ---- | ---- | ---- | ---- | ---- | ---- | ---- |
| Einwohner | 400  | 408  | 306  | 272  | 222  | 196  | 192  | 179  |

## Sehenswürdigkeiten
- Die romanisch-gotische Kirche Sainte-Madeleine aus dem 12. Jahrhundert trägt seit dem 23. November 1992 die Inschrift eines Monument historique[1].
- Der Turm von Teyssieu aus dem 13. Jahrhundert ist bereits seit dem 8. Juli 1925 als Monument historique[2] klassifiziert.